# إدريس بن زكري
إدريس بن زكري (1950-22 مايو 2007) كان ناشطا حقوقيا مغربيا، أمازيغي الأصل من أشهر المدافعين عن حقوق الإنسان في المغرب.
ولد ادريس بنزكري سنة 1950 في عائلة متواضعة بقرية ايت واحي المنتمية إلى قبائل زمور الأمازيغية. وكان انتماؤه هذا وارتباطه بالتربة التي أنجبته مبعث اعتزاز له طيلة حياته.
تأثر خلال طفولته بتيارين سياسيين متناقضين، وذلك من خلال قريبين له؛ أولهما بن الميلودي، أحد قادة جيش التحرير الذي كان معارضا لسيطرة حزب الاستقلال والذي قاد تمرد اولماس سنة 1958، أما الثاني، فكان سي عامر بن بوزكري، الوطني الاستقلالي، وأحد الموقعين على عريضة الاستقلال في 11 يناير 1944.

## الطفولة وبداية الوعي
خطى ادريس بنزكري خطواته الأولى في مجال السياسة وهو لا يتجاوز الثانية عشرة من عمره، حيث رافق عامر بن بوزكري خلال حملته الانتخابية بمناسبة الانتخابات التشريعية الأولى سنة 1962، وكان السي عامر الذي عمل معلما، ثم مدير إعداديات وأخيرا مدير ديوان وزير التربية الوطنية في السنوات الأولى للاستقلال، بمثابة المرشد والدليل لإدريس في اكتشاف الثقافة الأمازيغية والوطنية والالتزام السياسي.
غادر ادريس بنزكري قريته ليلتحق بتيفلت والخميسات سنة 1965 وصادف ذلك الانتقال أحداث مارس 1965 الأليمة بمدينة الدار البيضاء التي كان لها وقع كبير في نفسه، حيث تفجر تمرده ضد الظلم والعنف في شعارات على الجدران كتبها مع أترابه. ثم تأتي مباشرة بعد ذلك مرحلة الاكتشاف والافتتان بفلسفة الأنوار وآدابها: فولتير، روسو، ديدرو... وبعد ذلك الماركسية والرومانسية الثورية.
وفي ثانوية الحسن الثاني بالرباط يحتك ادريس بنزكري بأساتذة الفلسفة والآداب اليساريين، مغاربة وفرنسيين، ويكتشف مجلة «أنفاس» ويتعرف على عبد اللطيف اللعبي وابراهام السرفاتي، وعلى أعمال بول باسكون وعبد الكبير الخطيبي. كان ذلك في خضم أحداث ماي 68 وحرب
الفيتنام والحركات الثورية الملتهبة. وفي هذا المناخ الدولي والوطني ينضم إدريس أولا إلى مجموعة طلابية تابعة «لحزب التقدم والاشتراكية» (الحزب الشيوعي سابقا)، إلا أن «الماوية» كانت أكثر إغراء بالنسبة لجيل الشباب الذي كان يطمح إلى «التغيير الجدري».

## المناضل والمثقف العضوي
وهكذا عندما تأسست منظمة «إلى الأمام» في شهر غشت، 1970 كان ادريس بنزكري من بين أول من التحقوا بها. وهكذا كلف ادريس بنزكري بتشكيل الخلايا الأولى في زمور والأطلس المتوسط والغرب.
عاش ادريس بنزكري الفترة ما بين صيف 1970 وربيع 1972 كمرحلة تفتق ونضج روح التمرد والتحرر وإعادة النظر في كل شيء لجيل ال 18-22 سنة الذي كان ينتمي إليه؛ وكان العمل موجها نحو المجتمع المدني: اكتساح الجامعات والنقابات والمراكز الثقافية ووسائل الإعلام.
وهكذا اشتغل ادريس بنزكري في جمعية تهتم بحقوق الطفل بهدف استقطاب مناضلين للمنظمة، ثم فيما بعد في نقابات الطلبة والأساتذة قبل الدخول في السرية للإفلات من الاعتقال.
بدأت حملات الاعتقالات الأولى ضد التيار«الماركسي اللينيني» سنة 1972 وكانت أقل وطئة من 1974 و1976، والتي كان إدريس من بين ضحاياها حيث اعتقل ونال حظه من التعديب بدرب مولاي الشربف قبل أن تصدر المحكمة في حقه سنة 1977 حكما نافذا للسجن لمدة 30 سنة.
أحداث 3 مارس 1973، دفع القمع بمنظمة «إلى الأمام» تدريجيا إلى العزلة، حيث عمدت كرد فعل، إلى إستراتيجية الانسحاب من جميع الفضاءات المجتمعية والثقافية، واختارت إستراتيجية أكثر راديكالية ونمطا تنظيميا من النوع «اللينيني الستاليني»، وذلك بإحداث هيكل سري مكون من مناضلين مجربين أو ما يسمى «بثوريين محترفين»، مع إعلان الحرب الإيديولوجية على النظام والأحزاب السياسية والاتجاهات الماركسية أو الشعبوية ذات النزعات الانقلابية أو «البلانكية». كانت النتيجة أن صعدت «إلى الأمام» من خطابها الثوري مع انكماش قاعدتها.
بعد ذلك كانت سلسلة من المعارك كالإضراب عن الطعام من أجل تحسين ظروف الاعتقال وخاصة حق تنظيم مكتبة والحصول على الصحف ومتابعة الدراسة بالمراسلة. وهكذا تمكن ادريس بنزكري من متابعة دراساته العليا.

## الشهادات الجامعية والدراسات والأبحاث
حصل ادريس بنزكري على دبلوم الدراسات المعمقة في اللسانيات والآداب من كلية الآداب والعلوم الإنسانية بجامعة محمد الخامس بالرباط سنة 1983 ثم على دبلوم الدراسات المعمقة في اللسانيات من جامعة ايكس مرسيليا بفرنسا سنة 1987، وعلى الماجستير في القانون الدولي، تخصص القانون الدولي لحقوق الإنسان من جامعة اسيكس بانجلترا سنة 1997. وفي مجال القانون الدولي لحقوق الإنسان أنجز مجموعة من الدراسات من بينها «مهام وأنشطة هيئة الأمم المتحدة في إطار مجموعة العمل حول الاختفاء القسري» و«مسلسل إنشاء المحكمة الجنائية الدولية والتطورات التي شهدها القانون الدولي الجنائي».
أما الحديقة السرية لإدريس بنزكري، فكانت الثقافة، واللغة الأمازيغية والشعر الأمازيغي بصفة خاصة. فبالإضافة إلى الدراسات والأبحاث التي أنجزها في هذا المجال ومنها على الخصوص«فونولوجيا ونحو اللغة الأمازيغية» و«شعر المقاومة الأمازيغي للثلاثينيات»، كان يكتب شعرا منذ الصغر وقد ترك كراسات مليئة بما جادت به قريحته. وفي سنة 2006، كتب مقدمة في غاية من الروعة لكتاب المصور البرازيلي كارلوس فريري "Amazigh ou voyage dans le temps berbère".

## حياته العملية
مدرس، عرف بأنه مقل في تصريحاته، وصبره وقدرته على التحمل. وكان يحب العمل بهدوء ومن دون ضجيج.

### القيادي بالمنظمة المغربية لحقوق الإنسان
التحق ادريس بنزكري فور خروجه من السجن سنة 1991 بالمنظمة المغربية لحقوق الإنسان، حيث عمل بها بادئ الأمر كمدير تنفيذي، قبل أن يتقلد مسؤولية نائب رئيسها قناعة منه بأن النضال الحقوقي يشكل أولوية الأولويات بالنسبة للمرحلة.
وخلال السنوات التسع التي وهبها كاملة وبكل ما لديه من إمكانيات وقدرات للمنظمة، ساهم في أن تتصدر المشهد الحقوقي من خلال عملها النوعي، سواء فيما يتعلق بالرصد اليومي لانتهاكات حقوق الإنسان، من خلال تلقي الشكايات والتظلمات، أو من خلال إعداد ونشر التقارير المضادة للتقارير الحكومية في إطار التزامات الدولة، أو الاشتغال على الملفات الشائكة وفي مقدمتها ملف الاختفاء القسري، ومع الناجين من الاختفاء القسري، وضحايا الانتهاكات الجسيمة لحقوق الإنسان عموما، كما لعب دورا أساسيا في إعداد أوراق وتصورات حول الجوانب التنظيمية وفي تنظيم وتأطير الندوات الفكرية والدورات التكوينية وربط الاتصالات والتعاون مع منظمات حقوقية دولية وإصدار مجلة «الكرامة»، وضبط أرشيف المنظمة والانفتاح على الطلبة الباحثين. وكان يخصص ليله، إذ كثيرا ماكان يسهر بمقر المنظمة إلى ساعات متأخرة، للدراسة والبحث. وفي سنة 1995، قامت منظمة «هيومن رايتس واتش» بتكريم ادريس بنزكري اعترافا بنشاطه الحقوقي، وذلك خلال حفلين في كل من واشنطن ونيويورك. ويعترف له كل من احتك به في تلك الفترة بأنه كان زاهدا في كل شيء إلا في المشروع الذي حمله والذي لم تشكل المنظمة إلا إحدى محطاته.

## نشاطه السياسي

### أعتقاله وسجنه
أوقف في العام 1974 وحكم عليه في العام 1977 بالسجن ثلاثين عاماً نظراً لنشاطه في منظمة ماركسية مغربية قضى منها 17 عاما. وعن اعتقاله الطويل هذا، قال حديثاً لصحيفة فرنسية «نشعر دائماً أن الجرح لم يندمل لكنه ليس شيئاً يفسدنا من الداخل. أقول نحن وليس أنا لأن كثراً واجهوا المصير نفسه». ومنذ إطلاق سراحه، عمل هذا المعارض السياسي القديم والمدافع عن الثقافة الأمازيغية بالتزام متزايد من أجل نشر حقوق الإنسان في المغرب.

## تأسيس الفضاء الجمعوي وإدارة برامجه
طيلة سنة 1996 ساهم ادريس بنزكري بمعية نشطاء آخرين في الحركة الجمعوية في تأسيس الفضاء الجمعوي كبنية لبناء قدرات الفاعلين ليلتحق بمكتبه التنفيذي سنة 1997 باسم المنظمة المغربية لحقوق الإنسان وليضطلع فيما بعد بمهمة إدارته بعد انسحابه من المنظمة المغربية لحقوق الإنسان، وقد ساهم في إعداد استرتيجية الفضاء وبرامجه وتصوراته، وبحكم رؤيته الاستباقية وحكمته أشرف من داخل الفضاء الجمعوي على إطلاق نشاطات ذات الصلة بقياس أثر تدخلات الفاعلين في المجال الاقتصادي والاجتماعي وفلسفة وتقنيات المرافعة بالإضافة إلى إعداد التقارير الموازية وعلى الخصوص حول التنمية الاجتماعية. ولكونه متشبع بثقافة الحوار والاختلاف، فقد ساهم رفقة نشطاء الفضاء الجمعوي في تأطير والإشراف على العديد من الموائد المستديرة التي نظمت من قبل الفضاء الجمعوي، ناهيك عن مساهمته الكبيرة في إنجاح حملة تعديل قانون الجمعيات بالمغرب وفي أشغال شبكة الترافع من أجل تفعيل مضامين خطة إدماج المرأة في التنمية.

## تأسيس وقيادة حركة الضحايا
في نهاية أكتوبر 1999 شارك الراحل إدريس بنزكري في التجمع الوطني الأول للضحايا بالدار البيضاء، وتقدم بعرض تناول إستراتيجية العدالة الانتقالية، وانتخب ضمن لجنة تحضيرية من 6 أعضاء للتحضير للمؤتمر التأسيسي لمنتدى الحقيقة والإنصاف.
وقد ساهم بقسط وافر في صياغة الوثيقة التأسيسية والنظام الأساسي للمنتدى حيث اعتمدها المؤتمر يوم 28 يناير 1999 وأصبحا من وثائقه الأساسية.
قام إدريس بنزكري بوضع الصيغة الأولى للوثيقة الأولى المعروفة ب «من أجل الحقيقة والإنصاف»، وتم اعتماد الوثيقة بعد مناقشتها وإغناءها من طرف المكتب التنفيذي ثم المجلس الوطني للمنتدى في بداية 2001.
وقد أصبحت هذه الوثيقة أساسا للمشاورات التي انطلقت مع مسؤولي الدولة والفاعلين السياسيين والنقابيين والحقوقيين عقب ذلك. وكانت روحها هي منطلق المناظرة الوطنية حول ملف الانتهاكات الجسيمة لحقوق الإنسان التي عقدت في نونبر 2002، والتوصية الصادرة عن المجلس الاستشاري لحقوق الإنسان والتي أفضت إلى تأسيس هيئة الإنصاف والمصالحة.

### مؤسس منتدى الحقيقة والعدالة
ساهم في إقامة منتدى الحقيقة والعدالة المنظمة التي تضم ضحايا سابقين للقمع السياسي وأسرهم.

### قائد لهيئة الإنصاف والمصالحة
في العام 2003، دعاه الملك محمد السادس لقيادة هيئة حكومية هي هيئة الإنصاف والمصالحة التي كان يفترض أن تسوي ملفات حقوق الإنسان خلال «سنوات القمع» (1960-1999) ووافق بن زكري وغادر أصدقاءه في المنتدى ليبدأ هذه التجربة الجديدة. وقد انتقده عدد كبير من الناشطين ورؤوا أن السلطة استعادته. وعلى رأس هذه الهيئة التي انتهت مهمتها في نوفمبر 2005، حقق في 16 ألف ملف لضحايا النظام السابق. أهم ما أنجزه على رأس هيئة الإنصاف والمصالحة كان عقد جلسات علنية أدلى خلالها ضحايا سابقون بشهادات عن القمع السياسي.
وتم حل الهيئة بعد أن قدمت تقريرها إلى الملك. أما متابعة القضايا التي رفعتها، فقد عهد بها إلى المجلس الاستشاري لحقوق الإنسان الذي أنشأه الملك الحسن الثاني في العام 1990. وهذه المرة أيضاً لجأ الملك محمد السادس إلى بن زكري ليترأس هذا المجلس.

## وفاته
وظل وفيا، ملتزما، مخلصا، متفانيا في عمله، مؤمنا بمستقبل بلده إلى أن تُوفي يوم الأحد 22 مايو 2007، بعد معاناة طويلة مع مرض السرطان توفي في 22 مايو 2007 عن 57 عامًا.